# Pulverdiffraktometer
Ein Pulverdiffraktometer (gelegentlich abgekürzt als XRPD; von Diffraktion, lat. für Beugung) ist eine spezielle Variante des Röntgendiffraktometers zur Strukturanalyse einer polykristallinen Probe. Mit dem Gerät kann ein Diffraktogramm (oder Beugungsdiagramm) aufgenommen werden.
Aus den Beugungswinkeln bei der Röntgenbeugung und der Wellenlänge der verwendeten Röntgenstrahlung können die Gitterparameter des Kristallsystems bestimmt werden. Mithilfe von Datenbanken ist auch eine Identifizierung und häufig auch die Quantifizierung von Substanzgemischen möglich.
Verwendet wird heute zumeist eine Bragg-Brentano-Geometrie, bei der die Beugungswinkel mit einem beweglichen, elektronischen Röntgendetektor abgerastert werden.

## Ältere Verfahren

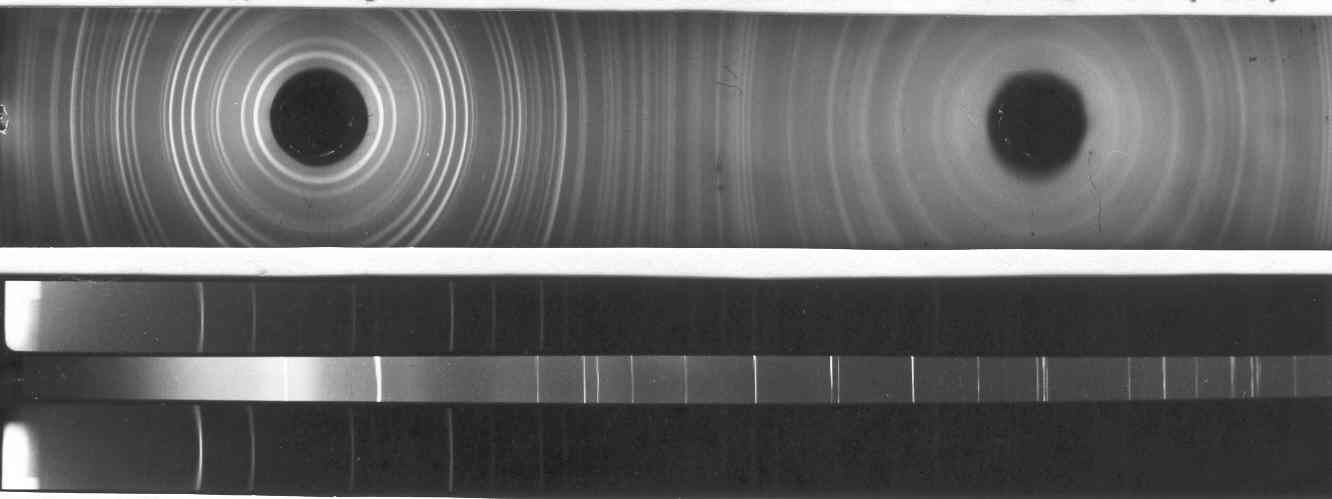
Pulveraufnahmen nach den Verfahren von Debye-Scherrer (oben) und Guinier (unten) für K_{2}PtS_{2}

Vorgänger der Pulverdiffraktometer sind das Debye-Scherrer- oder das Guinier-Verfahren, bei denen die Detektion mithilfe von Filmstreifen geschah.